# Дзюба, Иван Павлович
Иван Павлович Дзюба (р. 1906, ум. 1990-е) — конструктор боеприпасов, лауреат Сталинской премии.
С 1930-х и до 1980-х гг. работал в НИИ-24 (НИМИ) в различных должностях, в том числе в 1950-е гг. директор.
Указом от 22 мая 1939 года за успешное выполнение задания Правительства по производству боеприпасов, за освоение новых образцов боеприпасов для РККА и Военно-Морского флота и за образцовую организацию стахановской работы награждён орденом Красной Звезды.
В последующем награждён ещё несколькими орденами, в т.ч. орденом Ленина.
В 1942 году конструкторы И. Дзюба, Н. Казейкин, И. Кучеренко, В. Матюшкин и А. Гринберг разработали кумулятивные бронебойные снаряды к 122-мм и 152-мм гаубицам. 122-мм снаряд к гаубице образца 1938 года имел корпус из сталистого чугуна, снаряжался взрывчатым составом на основе гексогена и мощным тэновым детонатором. Постановлением ГОКО от 15 мая 1943 года снаряд был принят на вооружение Красной армии. До конца войны было произведено более 100 тысяч 122-мм кумулятивных снарядов.
В сентябре 1945 года И. Дзюба награждён орденом Кутузова 2-й степени.
Сталинская премия 1951 года — за работу в области химической технологии.